# BTBD8
BTBD8 (англ. BTB domain containing 8) – білок, який кодується однойменним геном, розташованим у людей на 1-й хромосомі. Довжина поліпептидного ланцюга білка становить 378 амінокислот, а молекулярна маса — 42 793.
| 10         |  | 20         |  | 30         |  | 40         |  | 50         |
| ---------- |  | ---------- |  | ---------- |  | ---------- |  | ---------- |
| MARCGEGSAA |  | PMVLLGSAGV |  | CSKGLQRKGP |  | CERRRLKATV |  | SEQLSQDLLR |
| LLREEFHTDV |  | TFSVGCTLFK |  | AHKAVLLARV |  | PDFYFHTIGQ |  | TSNSLTNQEP |
| IAVENVEALE |  | FRTFLQIIYS |  | SNRNIKNYEE |  | EILRKKIMEI |  | GISQKQLDIS |
| FPKCENSSDC |  | SLQKHEIPED |  | ISDRDDDFIS |  | NDNYDLEPAS |  | ELGEDLLKLY |
| VKPCCPDIDI |  | FVDGKRFKAH |  | RAILSARSSY |  | FAAMLSGCWA |  | ESSQEYVTLQ |
| GISHVELNVM |  | MHFIYGGTLD |  | IPDKTNVGQI |  | LNMADMYGLE |  | GLKEVAIYIL |
| RRDYCNFFQK |  | PVPRTLTSIL |  | ECLIIAHSVG |  | VESLFADCMK |  | WIVKHFARFW |
| SERSFANIPP |  | EIQKSCLNML |  | IQSLVSIT   |  |            |  |            |

A: Аланін

C: Цистеїн

D: Аспарагінова кислота

E: Глутамінова кислота

F: Фенілаланін

G: Гліцин

H: Гістидин

I: Ізолейцин

K: Лізин

L: Лейцин

M: Метіонін

N: Аспарагін

P: Пролін

Q: Глутамін

R: Аргінін

S: Серин

T: Треонін

V: Валін

W: Триптофан

Задіяний у такому біологічному процесі, як альтернативний сплайсинг. 
Локалізований у ядрі.